# Burgruine Ödenfest
Die Burgruine Ödenfest, auch Mal(l)enthein, Rau(c)henfest oder kurz Malta genannt, ist die Ruine einer mittelalterlichen Höhenburg auf etwa 1000 m ü. NN oberhalb der Ortschaft Malta in Kärnten, die im 11. Jahrhundert errichtet, aber bereits im 14. Jahrhundert dem Verfall preisgegeben wurde. 

## Geschichte
Während eine urkundliche Nennung des Ortes Malta schon für das 10. Jahrhundert (957/93 als loco Malontina) nachgewiesen ist, dürfte die Burg erst im 11. Jahrhundert erbaut worden sein. Die erste urkundliche Erwähnung stammt aus der Zeit zwischen 1075 und 1090. Sie war im Besitz eines Adligen namens Heimo, eines Ministerialen des Bistums Brixen. Im 12. Jahrhundert kam sie an eine Nebenlinie der Grafen von Heunburg, die sich nach dem Ort auch „Malentheiner“ nannten. Als erster nachweisbarer Träger dieses Namens ist ein Walther de Malantin urkundlich für 1129/30 belegt. Graf Wilhelm III. von Heunburg nannte sich 1226 comes de Malentin und andere seines Geschlechts nannten sich „von Malta“. 
Möglicherweise wurde die Burg zerstört, als Graf Ulrich III. von Heunburg († 1308) zusammen mit dem Erzbischof von Salzburg gegen die Meinhardiner und Herzog Albrecht von Österreich revoltierte. Jedenfalls begann die Anlage im 14. Jahrhundert zu verfallen, nachdem sie nicht mehr als Herrschaftssitz diente. 
Da Fluss, Ort und Burg den gleichen Namen führten, finden sich in der folgenden Zeit immer wieder Personen, die sich nach dem Ort nannten. Darunter 1411 Hans Malteiner, 1465 Jörg Maleteyner, 1496 und 1531 Georg Malentheiner und 1577 Jakob Malentheiner. Sie saßen ab etwa 1400 nicht mehr auf der Burg, sondern wirkten in verschiedenen Teilen Oberkärntens als Pfleger, Beamte oder Gewerke, bis die Kärntner Linie des Geschlechts 1768 im Mannesstamm ausstarb.
1622 scheint ein Georg von Mallenthein auf, dessen Familie im 16. Jahrhundert auf der Burg Prießenegg in Kühweg bei Hermagor saß, die dann ebenfalls als Burg Malenthein bezeichnet wurde.

## Baubeschreibung
Die denkmalgeschützten Reste der Burg befinden sich oberhalb der Ortschaft in etwa 1000 Meter Seehöhe auf einem Felsvorsprung. Von der Burg existiert nur noch ein etwa acht Meter langer und vier bis fünf Meter hoher Mauerzug sowie einzelne niedrigere Reste von Innenmauern. Der zwei Meter starke Mauerzug ist der südöstliche Teil der Ringmauer der Burg, die ein langgestrecktes, siebenseitiges Areal umschloss.